# Kelly Sutherland
Kelly Sutherland, 18 april 1971, är en kanadensisk ishockeydomare som är verksam i den nordamerikanska ishockeyligan National Hockey League (NHL) sedan år 2000. Under sin domarkarriär i NHL har han dömt 1 274 grundspelsmatcher, 189 slutspelsmatcher (Stanley Cup) och sju Stanley Cup-finaler. Sutherland har också varit verksam internationellt och var en av ishockeydomarna vid de olympiska vinterspelen 2014 och World Cup 2016.
Den 23 mars 2021 dömde han och domarkollegan Tim Peel en NHL-match mellan Nashville Predators och Detroit Red Wings i Bridgestone Arena i Nashville, Tennessee i USA. I andra perioden, när 4 minuter och 56 sekunder hade spelats, utdömde Peel en utvisning till Nashville-spelaren Viktor Arvidsson för en tripping på Detroit-spelaren Jon Merrill. Merrill hade egentligen filmat och inte hade trippats av Arvidsson. När det hade gått sju minuter och 18 sekunder av perioden sa Peel rakt ut att det var inte mycket till utvisning men han ville utdöma en sån tidigt mot Nashville och sa det även med en svordom inkluderat. Det snappades dock upp av en närliggande mikrofon och uttalandet kablades ut i live-TV. Det blev på direkten en kontrovers i nordamerikansk sportmedia. Dagen därpå fick Peel sparken av NHL.